# Elvis' Christmas Album
Albums de Elvis Presley
Loving You
(1957) Elvis' Golden Records
(1958)
Singles
Elvis' Christmas Album est le troisième album studio d'Elvis Presley, sorti en 1957. Il se classe no 1 au Billboard 200 et au Cash Box et no 2 au UK Albums Chart. Album le plus vendu des années 1950 aux États-Unis, il est certifié 10 fois disque de platine le 9 septembre 2011 et s'est vendu à près de 20 millions d'exemplaires dans le monde. Il s'agit de l'album de chansons de Noël le plus vendu au monde. 
Les singles Blue Christmas, Silent Night, White Christmas, Santa Claus Is Back In Town et I'll Be Home for Christmas sont tous classés no 1 au Billboard Hot 100 ; Peace in the Valley, I Believe, Take My Hand, Precious Lord, Is No Secret (What God Can Do) sont tous classés no 3. 
Elvis' Christmas Album sort en 33 tours, puis est réédité par RCA Camden en 1970 avec quelques titres différents. Il est réédité par Pickwick Records en 1975 et, finalement, en disque compact en 1985 avec les titres et la pochette d'origine mais sous le nom It's Christmas Time.

## Liste des chansons

### Face A
1. Santa Claus Is Back In Town (Jerry Leiber & Mike Stoller)
2. White Christmas (Irving Berlin)
3. Here Comes Santa Claus (Gene Autry, Oakley Haldeman)
4. I'll Be Home for Christmas (Buck Ram, Kim Gannon, Walter Kent)
5. Blue Christmas (Bill Hayes, Jay Johnson)
6. Santa Bring My Baby Back (to Me) (Aaron Schroeder, Claude Demetrius)

### Face B
1. O Little Town of Bethlehem (Stephen Schwartz, John-Michael Tebelack)
2. Silent Night (Joseph Mohr, Franz Gruber)
3. Peace in the Valley (Thomas A. Dorsey)
4. I Believe (Ervin Drake, Irvin Graham, Jimmy Shirl, Al Stillman)
5. Take My Hand, Precious Lord (Thomas A. Dorsey)
6. It Is No Secret (What God Can Do) (Stuart Hamblen)

### Titres alternatifs sur la réédition de 1970
1. If Every Day Was Like Christmas (Red West)[4]
2. Mama Liked the Roses (John Christopher)[5]

## Personnel
- Elvis Presley – chant, guitare
- Scotty Moore– guitare
- Gordon Stoker - piano, chœurs
- Dudley Brooks - piano
- Hoyt Hawkins - orgue
- Marvin Hughes - piano
- Bill Black – contrebasse
- D.J. Fontana - batterie
- Millie Kirkham - chœurs
- The Jordanaires - chœurs